# Финацеле-Соколулуй
Финацеле-Соколулуй (рум. Fânațele Socolului) — село у повіті Муреш в Румунії. Входить до складу комуни Козма.
Село розташоване на відстані 290 км на північний захід від Бухареста, 28 км на північ від Тиргу-Муреша, 67 км на схід від Клуж-Напоки.

## Населення
За даними перепису населення 2002 року у селі проживали 24 особи, усі — румуни. Усі жителі села рідною мовою назвали румунську.